# Noel's Pond
Noel's Pond é uma comunidade localizada na província canadense de Terra Nova e Labrador